# یوکینوجو موری
یوکینوجو موری (انگلیسی: Yukinojo Mori; ۱۴ ژانویهٔ ۱۹۵۴ – ) ترانه‌سرا، آهنگساز، شاعر اهل ژاپن بود. وی از سال ۱۹۷۰ میلادی تاکنون مشغول فعالیت بوده‌است.